# Imó-forrás
Az Imó-forrás a Bükk-vidék egyik időszakos, változó vízhozamú karsztforrása.

## Leírás
Felsőtárkány központjától 7,4 kilométerre, Felsőtárkány közigazgatási területén fakad. Az Imó-kő déli oldalában, 450 méter tengerszint feletti magasságban található. Aktivitása látványos természeti jelenség. A víz az Imó-kői-forrásbarlangból tör felszínre. Működése a karsztvízszint emelkedésével, csökkenésével van kapcsolatban. A forrás többnyire a hóolvadást követően, kora tavasszal aktív, vagy nagyobb mennyiségű csapadékkal járó esős időszakokat követően. Száraz időszakokban azonban vize teljesen elapadhat.
A forrás annak köszönheti működését, hogy a Bükk-vidék területén lehulló csapadék mintegy 20–36 százaléka a mészkő repedésein keresztül beszivárog a karsztvizeket gyűjtő rétegek szintjére, majd onnan a föld alatt eljut arra a pontra, ahol felszínre tör, mint forrás. A forrástól 1,4 km-re fekszik a Tamás-kúti vendégház.

## Imó-kői-forrásbarlang
85 m hosszan bejárható, 18 m mélységig feltárt, triász mészkőben kialakult, szépen oldott barlang. Megkülönböztetetten védett barlang. Két bejáratú üreg. 2003-ban Szabó Gergely, Szántó Gyula és Taskó Dániel felmérték a barlangot. Taskó Dániel a 2003. évi barlangfelmérés alapján 2004-ben elkészítette a barlang térképét. A 2005-ben megjelent, Magyar hegyisport és turista enciklopédia című könyv szerint 74 m hosszú és 10 m mély. 2012-től megkülönböztetetten védett barlang a vidékfejlesztési miniszter 4/2012. (II. 24.) VM utasítása szerint.

## Egyéb
Az Imó-forrás korábbi kitörési pontját keresve fedezték fel a Tar-kői-kőfülke sok pleisztocén kori csontmaradványt tartalmazó, belső üregét.